# جعار (مسورة)

تعديل مصدري - تعديل

جعار هي إحدى قرى عزلة دثران ال علوي بمديرية مسورة التابعة لمحافظة البيضاء، بلغ تعداد سكانها 86 نسمة حسب تعداد اليمن لعام 2004.